# Миранда, Марсело
Марсело Миранда (исп. Marcelo Alejandro Miranda Díaz; род. 29 января 1967, Сантьяго) — чилийский футболист и тренер, выступавший на позиции левого защитника. Известен своими выступлениями за клубы «Кобрелоа» и «Коло-Коло», а также за сборную Чили.

## Биография
Марсело Миранда родился 29 января 1967 года в Сантьяго, Чили. Свою футбольную карьеру он начал в клубе «Универсидад де Чили», где прошёл молодёжную академию. В 1988 году он был отдан в аренду в клуб «Мальеко Унидо», выступавший во Втором дивизионе Чили. В 1989 году Миранда перешёл в «Депортес Консепсьон», где провёл два сезона и выиграл Лигулью Копа Либертадорес в 1990 году, что позволило команде квалифицироваться в Кубок Либертадорес 1991 года.
В 1992 году Миранда перешёл в «Кобрелоа», где провёл девять сезонов и стал чемпионом Чили в 1992 году. В составе «Кобрелоа» он также участвовал в Кубке Либертадорес 1993 и 2000 годов. В 2001 году Миранда завершил карьеру в клубе «Коло-Коло», где сыграл в Кубке Меркосур.

### Международная карьера
Марсело Миранда дебютировал за сборную Чили в 1991 году. Всего он провёл 15 матчей за национальную команду, включая участие в отборочных матчах к чемпионату мира 1998 года и в Кубке Америки 1997 года.

### Тренерская карьера
После завершения игровой карьеры Миранда начал тренерскую деятельность в 2006 году с клуба «Хосанна» из Третьего дивизиона Чили. Впоследствии он работал с такими командами, как «Мальеко Унидо», «Депортес Наваль», «Унион Темуко», «Лота Швагер» и «Депортес Копьяпо». С 2018 года он занимается развитием молодёжных команд в «Депортес Мелипилья».